# Titano (personaje)
Titano el Super-Simio es un supervillano que aparece en los cómics estadounidenses publicados por DC Comics, principalmente como enemigo de Superman. El personaje es un pequeño chimpancé llamado Toto que fue enviado al espacio para un vuelo de prueba, hasta que una exposición de rayos combinados lo hizo crecer a un tamaño gigantesco y le dio poderes similares a los de la kryptonita. Como un "Super-Simio", Titano arrasó Metrópolis varias veces en Superman y Superman's Pal Jimmy Olsen durante la Edad de Plata, y también apareció en algunas historias de "Tales of the Bizarro World" en Adventure Comics. Después de una pelea de regreso de 1978 mal recibida, Titano cayó de la lona.
El personaje también apareció en las continuidades post-Crisis on Infinite Earths y The New 52, con diferentes historias de origen.

## Historial de publicaciones
Titano apareció por primera vez en Superman # 127 (febrero de 1959) en una historia llamada "¡Titano the Super-Ape!" Fue creado por el escritor Otto Binder, el dibujante Wayne Boring y el entintador Stan Kaye. El personaje se inspiró en la película King Kong de 1933, una de las muchas películas famosas de ciencia ficción y terror robadas por el editor de Superman, Mort Weisinger, durante este período.
El personaje fue bien recibido, por lo que Weisinger decidió traerlo de vuelta para una segunda historia en julio de 1960. En la primera historia, Boring dibujó al personaje con una cabeza de chimpancé sobre un cuerpo de gorila gigante; para la revancha, Boring dibujó una cabeza de gorila, haciendo que el personaje se pareciera más a King Kong.
Titano hizo otra breve aparición en una historia de Superman de enero de 1961 ("¡Superman conoce a Al Capone!", Número 142), donde sirvió como un dispositivo introductorio de la trama para que Superman se perdiera en el tiempo. En agosto de 1961, Titano se convirtió en un personaje novedoso, apareciendo en una función de respaldo de Superman protagonizada por Krypto el Superperro ("Krypto Battles Titano", número 147), y esta tendencia continuó durante los años siguientes, ya que Titano apareció en "Tales of the Bizarro World", historia de respaldo en Adventure Comics, e hizo apariciones ligeras en algunas historias de Superman's Pal Jimmy Olsen entre 1962 y 1965. Después de un cameo en la historia de Superman en 1970, Titano desapareció del lienzo por un tiempo.
En 1978, Martin Pasko volvió a traer a Titano para una historia de dos partes con Atomic Skull en Superman #323 y 324, una historia que Pasko recordó con pesar, como se reveló en una entrevista de 2007: "Pensé, tontamente, en retrospectiva — que podría ser capaz de tratar a un simio gigante que disparó energía de kryptonita de sus ojos con la misma cara seria que le mostré a Bizarro. No pude, y el arte no ayudó en nada. Seguimos olvidando que lo que obtuviste cuando recurriste al hiperrealista y terrenal Curt Swan para dibujar monstruos gigantes amenazantes invariablemente se veía lindo y tierno en el mejor de los casos, y en el peor, como algo que te recordaba una vieja película de Tōhō y te hacía parecer por la cremallera. Me parece recordar que el correo sugería que Titano era un Weisingerismo que era mejor relegar a la oscuridad".

## Biografía ficticia

### Pre-Crisis
Originalmente llamado Toto, un chimpancé común que fue apodado "uno de los chimpancés más inteligentes del mundo". Propulsado en su nave espacial, es bombardeado por la radiación combinada de dos elementos, lo que lo transforma en un simio gigante con un físico increíble y habilidades basadas en kryptonita. Rebautizado como Titano por Lois Lane, él la captura. Superman detiene su primer alboroto en Metrópolis arrojándolo a través de una barrera del tiempo hacia el pasado prehistórico. Un año después, Superman transporta accidentalmente a Titano de regreso a la moderna Metrópolis y tiene que engañarlo para regresarlo al pasado.
Durante los próximos años, Titano es visitado en el pasado por varios personajes, incluidos Superman, Krypto el Superperro, Bizarro y Jimmy Olsen.
Después de otro viaje en el tiempo hasta el presente, Titano es recogido por Allura, gobernante del espacio en un mundo de gigantes, quien accede a transportarlo a su planeta natal. Titano se establece con un simio hembra de su mismo tamaño.
El escritor Martin Pasko revivió a Titano en Superman #324 (junio de 1978). En este renacimiento, Titano es manipulado por Atomic Skull para convertirse en un feroz asesino, en lugar de ser un súper simio original, pero incomprendido.
El Titano Pre-Crisis aparece en un sueño del personaje Ambush Bug.

### Post-Crisis
La versión Post-Crisis apareció por primera vez en la historia "Tears for Titano" en Superman (vol. 2) Annual #1. Titano era originalmente un chimpancé bebé normal utilizado en crueles experimentos científicos para el gobierno de los Estados Unidos. Este laboratorio está dirigido por el Dr. Thomas Moyers, un hombre irresponsable que causó la creación de Rampage, el alter ego súper fuerte de la Dra. Kitty Faulkner, también empleada por Amanda Waller que opera bajo las órdenes de Sarge Steel. El chimpancé obtiene su nombre de una broma mezquina de los otros miembros del personal.
Una breve visita de Lois Lane a los laboratorios del gobierno terminó poco después de que Titano intentara escapar de sus torturadores saltando a los brazos de Lane. Un accidente hizo que el simio ganara una gran fuerza y creciera en proporciones enormes. Intentando matar a Moyers, a quien vio como su torturador, Titano fue detenido y enfrascado en una batalla con Superman. La presencia de Lane hace que Titano se calme, ya que la consideraba una amiga. Moyers usó su equipo para revertir la transformación. El revés es demasiado para el chimpancé, que muere en los brazos de Lane. Más tarde escribe el artículo del Daily Planet "Tears for Titano" en honor al animal.
Otra versión de Titano apareció como la mascota de "Titano's Pizza". Los anuncios de televisión mostraban a un mono gigante con sombrero de chef derrotando a "Turtle Boy", que representaba la entrega más lenta de otras pizzerías. Sin embargo, Turtle Boy (interpretado por Jimmy Olsen) demostró ser mucho más popular que Titano, y los comerciales fueron descontinuados.
En Action Comics # 854, un mono con el que experimentó Kryptonite Man estaba imbuido de radiación de kryptonita, adquiriendo la capacidad de crecer en tamaño y disparar rayos de kryptonita de sus ojos, como el Titano Pre-crisis. Finalmente, "Mr. Action" (Jimmy Olsen) lo calmó y lo puso al cuidado de S.T.A.R. Labs.
La versión Pre-Crisis de Titano haría una especie de reaparición en Superman/Batman #28, como un disfraz para una entidad alienígena telepática que cambia de forma.

### The New 52
En septiembre de 2011, The New 52 reinició la continuidad de DC. En esta nueva línea de tiempo, Titano fue rediseñado y se le dio un nuevo origen. Titano ahora era solo un poco más grande que un gorila normal en lugar del gigante de las versiones anteriores, y ahora era albino. También se le dio un nuevo origen en el que era una mutación genética creada por un biofísico trastornado. Más tarde se le muestra con soporte vital en un laboratorio de Metrópolis y es ejecutado por una criatura que parece ser Superman.
Titano fue nuevamente rediseñado por el equipo creativo de Geoff Johns y John Romita, Jr. Esta versión era un robot chimpancé gigante con partes internas de color verde brillante, aludiendo a un origen de Kryptonita.

## Poderes y habilidades
Una fusión entre dos meteoros (Kryptonita verde y uranio) han hecho que Toto crezca en proporciones colosales. Como Titano, su tamaño y fuerza son muchas veces mayores que los de un ser humano normal. Es capaz de proyectar rayos de kryptonita desde sus ojos, capaces de debilitar a Superman. Pero, no pueden penetrar a través del plomo. Desarrolla una amistad especial con Lois.
La versión post-crisis de Titano tiene poderes similares, pero no posee rayos oculares de kryptonita.

## Otras versiones

### Bizarro-Titano
En Mundo Bizarro, hay una versión Bizarro de Titano que dispara rayos de kryptonita azul en lugar de verde. Al necesitar un oponente adecuado para Bizarro-Lois Lane después de que ella derrotó a Bizarro-Lana Lang, Bizarro creó a Bizarro-Titano a través del rayo duplicador imperfecto y el alcance del tiempo en Titano. Bizarro-Titano ingresó al ring de lucha libre con Bizarro-Lois Lane. Gana la pelea saliendo del ring para ir a comer unos cocos que vio antes.

### JLA: Tierra 2
Una versión antimateria de Titano apareció cerca del final de JLA: Earth 2 de Grant Morrison. Esta versión es en realidad un experimento genético realizado por Brainiac y Ultraman (Sujeto 773, "Ultra-Titanus") liberado por Brainiac y dispara rayos Anti-Kryptonita a Superman. Al ser una versión opuesta de Titano, los rayos lo hacen más fuerte. Más tarde es atrapado por Green Lantern.

### DC One Million
En el escenario DC One Million de DC Comics, Titano One Million es el defensor parecido a Superman de Gorilla Galaxy, un descendiente directo de Solovar.

### Dark Nights: Metal
En la serie Dark Nights: Metal, Titano es el análogo de Superman de Tierra-53, un mundo Multiverso DC recientemente revelado análogo a Gorilla Galaxy, junto con un lémur Átomo, Atlantean Sea Ape y Batape.

## En otros medios

### Televisión
- Un episodio de 1967 "El chimpancé que lo hizo grande" de Las nuevas aventuras de Superman fue otra versión de la historia de Titano. Esto se hizo a instancias del editor de Superman, Mort Weisinger, quien se desempeñó como consultor de historia para la serie animada.[28] La colisión de un meteorito de kryptonita y un asteroide de uranio cerca de la cápsula en la que se encontraba Toto hace que pierda el control. Superman salva la cápsula y la trae a la Tierra. Cuando Lois Lane se presenta en la base del cohete, Toto sale de la cápsula y se transforma en Titano. Agarra a Lois Lane y Superman intenta detenerlo, pero es golpeado por los rayos oculares de kryptonita del simio gigante. Cuando los militares disparan misiles a Titano, Superman lo protege del ataque. Titano luego escapa con Lois Lane mientras Superman los persigue. Hace un escudo de plomo y luego noquea a Titano. Un titular en el periódico Daily Planet afirma que los efectos de la kryptonita en Titano desaparecieron y volvió a su tamaño normal. Un clip de este episodio se transmitió en el primer episodio de prueba de Sesame Street.[29]
- Aunque no aparece en la serie animada Superman de 1988, se ve un simio grande (presumiblemente Titano) en los créditos iniciales escalando el costado del Daily Planet, frente a Clark Kent, Perry White, Jimmy Olsen y Lois Lane, antes de que Clark cambie en Superman y lo saca del edificio.
- Una versión diferente de Titano, conceptualmente muy similar al Titano original de la Edad de Plata, apareció en el episodio "Monkey Fun" de Superman: la serie animada, con sus efectos vocales realizados por Frank Welker. Este Titano era un astronauta chimpancé que se mantuvo en la casa del teniente coronel Sam Lane y formó un vínculo con la hija de 8 años de Lane, Lois. La nave de Titano, la Titan 0, de la que obtuvo su nombre, se perdió en el espacio y, finalmente, Superman la encontró veinte años después en una lluvia de meteoritos. Los gases contenidos en el interior del meteoro lo han hecho crecer en proporciones enormes. El ahora gigantesco Titano causó estragos en Metrópolis. Sam Lane, ahora un oficial de bandera, se apresura a ir a Metrópolis para ayudar a Lois al darle lo único que podría calmar a Titano: un mono de juguete llamado Beppo que jugaba a Pop Goes the Weasel cuando se le apretaba. S.T.A.R. Labs puede poner fin a los brotes de crecimiento de Titano, y posteriormente lo trasladaron a Titano a una isla remota para que pudiera vivir una vida normal, dejándole a Beppo como su recuerdo de Lois.
- Young Justice tiene un ligero guiño al personaje de "Performance", donde un cartel en Haly's Circus anuncia un elefante llamado Titano.
- Titano aparece en el episodio de Justice League Action, "Harley Goes Ape". Esta versión fue atendido por Harley Quinn antes de que ella trabajara en Arkham Asylum. La historia de Titano de ser lanzado al espacio exterior y entrar en contacto con un meteorito de Kryptonita sigue intacta. Colocando un casco especial en Titano, Gorilla Grodd toma el control de Titano y lucha contra Superman en Metrópolis. Cuando Harley Quinn reconoce a Titano, ella ayuda a Stargirl a liberar a Titano, quien luego arroja a Gorilla Grodd en dirección a una camioneta de la policía. Titano luego agarra a Harley Quinn y sube al Daily Planet hasta que Stargirl calma a Titano.
- Un programa holográfico en la Fortaleza de la Soledad de Titano de Superman apareció en el episodio de Superman & Lois, Closer.

### Varios
- Titano hizo un cameo en la serie de cómics basada en Superman: la serie animada. Estuvo a punto de regresar a Metrópolis después de que un grupo terrorista ambiental lo liberara considerando que su reubicación abusaba de los derechos de los animales. Titano fue sometido y regresó a casa antes de llegar a Metrópolis.
- Posiblemente se aluda a Titano en la canción de XTC "That's Really Super, Supergirl" de su álbum Skylarking.[30]

## Homenajes
Los personajes basados en Titano han aparecido ocasionalmente en cómics que rinden homenaje al Superman de la Edad de Plata:
- En Supremo de Alan Moore, el equivalente de Titano es Stupendo, el Simian Supreme. Stupendo tiene un origen similar al Titano de la Edad de Plata (excepto con la radiación Supremium), pero posteriormente se hizo amigo de Supreme y le dio un hogar en Conqueror Island.[31]